# مطبخ جزر فارو

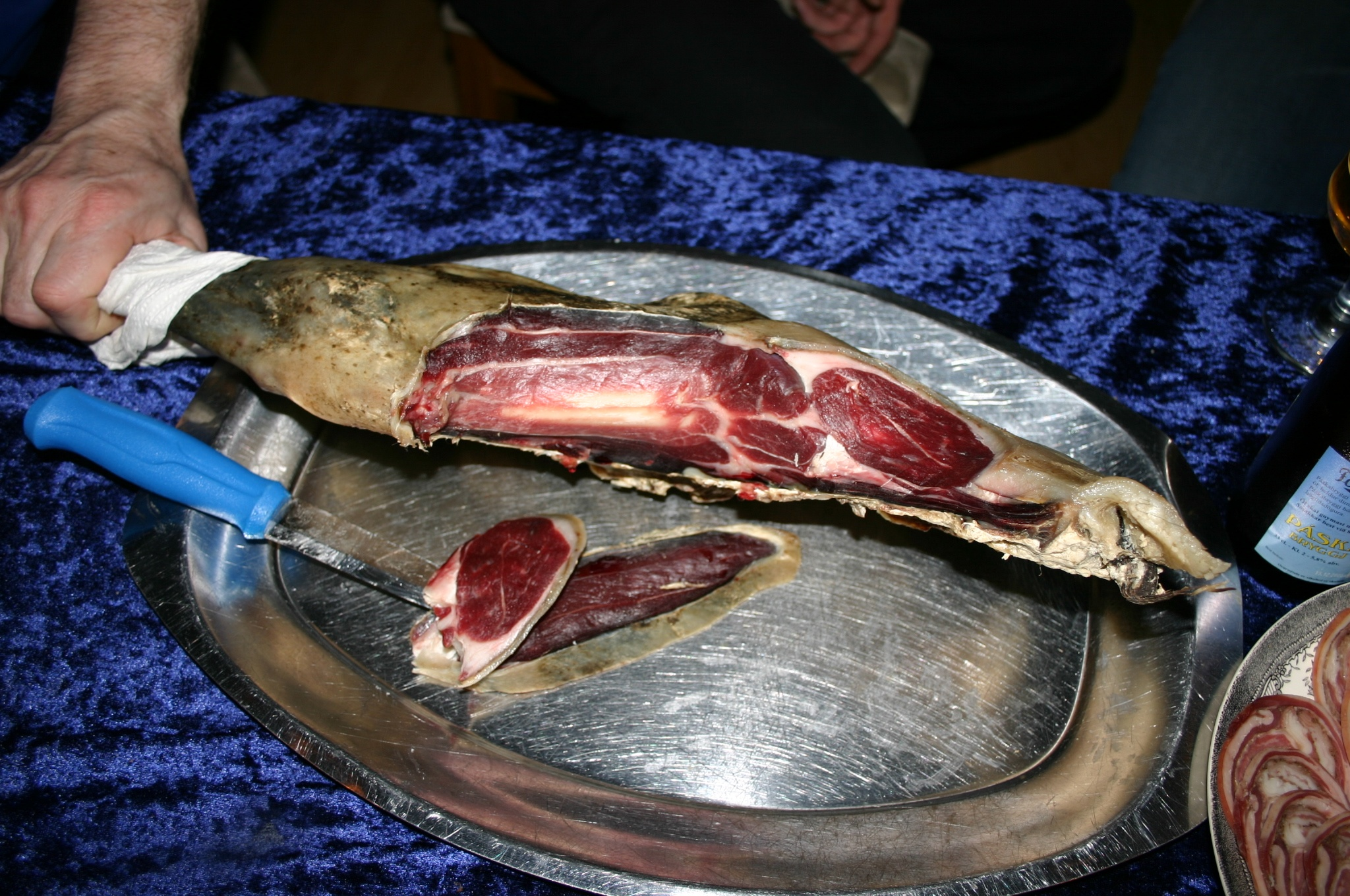
سكيربيكوت

مطبخ جزر فارو، بالإنجليزية Faroese cuisine- من أهم أجزاء المطبخ الفاروي، لحم الضأن، والأسماك؛ بسبب قربها من البحر. تشمل الأطعمة التقليدية من جزر فارو (سكيربيكوتskerpikjøt)، وهو نوع من لحم الضأن المجفف، وهناك أيضًا المأكولات البحرية، ولحم الحوت، والدهن، والجارناتالج، والطيور الأطلسية، والبطاطس، وبعض الخضروات الطازجة. 
يتم تحديد الكثير من طعم هذا الطعام التقليدي، من خلال طرق حفظ الطعام المستخدمة؛ والمتملة في: المحلول الملحي، والتجفيف، ونضج اللحوم والأسماك، والتي تسمى ræstkjøt و ræstur fiskur .  
تسيطر المنتجات الحيوانية على المطبخ الفاروي. ومع ذلك، فقد تطور الذوق الشعبي ليصبح أقرب إلى المعايير الأوروبية، وزاد استهلاك الخضروات بشكل كبير في العقود الأخيرة، بينما انخفض استهلاك الأسماك. لا يزال لحم الضأن الطازج يحظى بشعبية كبيرة، في حين فقدت منتجات اللحوم التقليدية، مثل أنواع مختلفة من النقانق،  الكثير من جاذبيتها لدى أجيال الشباب.

## أنواع الطعام

### الأسماك

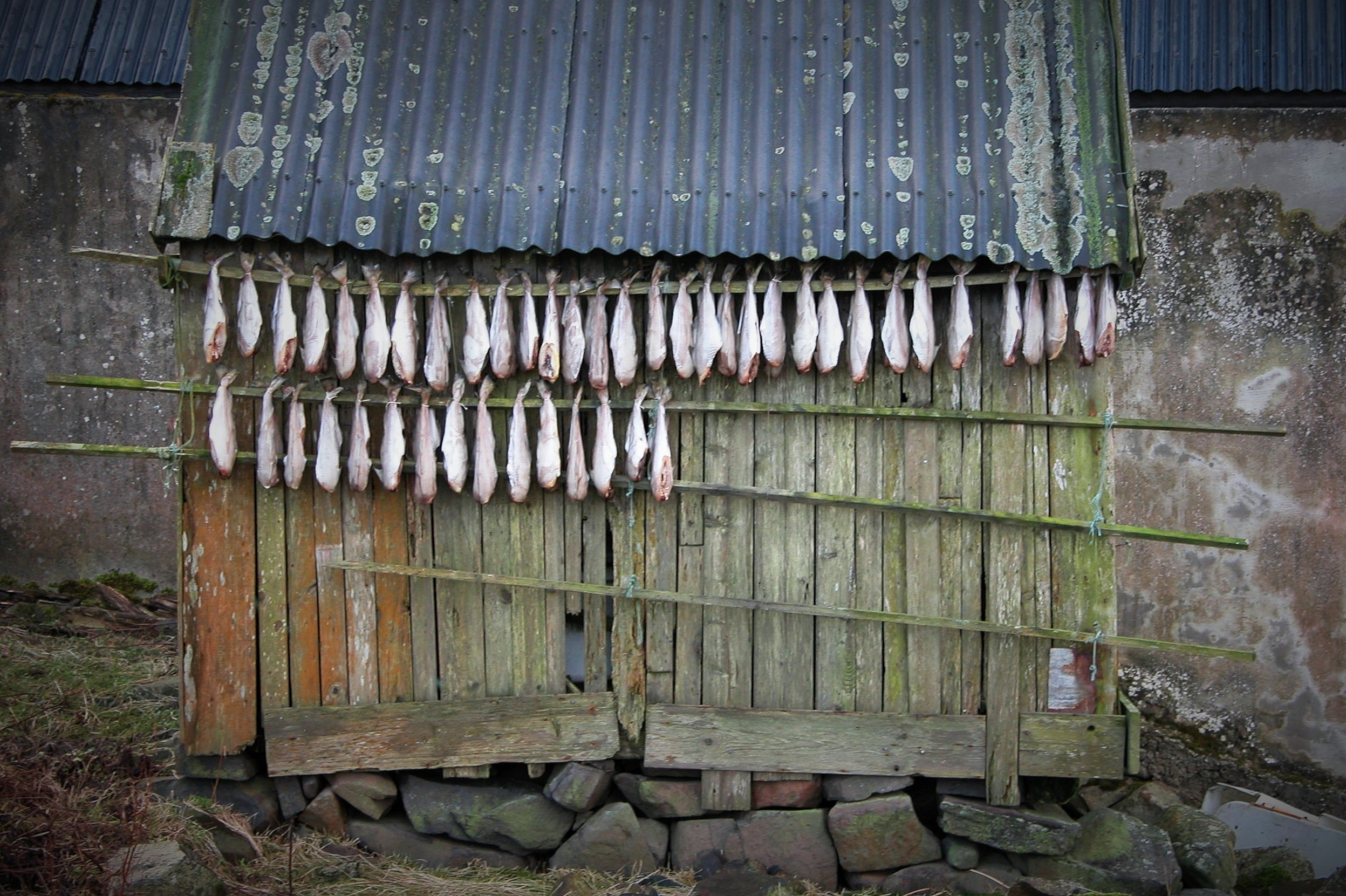
الأسماك المجففة في جزر فارو

يتم اصطياد الأسماك في جزر فارو في مياه المحيط الأطلسي الشمالي. ويمكن الحصول على الأسماك الطازجة طوال العام. يأكل سكان الجزيرة في الغالب سمك الحدوق، وسمك البلطي، وسمك الهلبوت، والرنجة، والروبيان.

### اللحوم

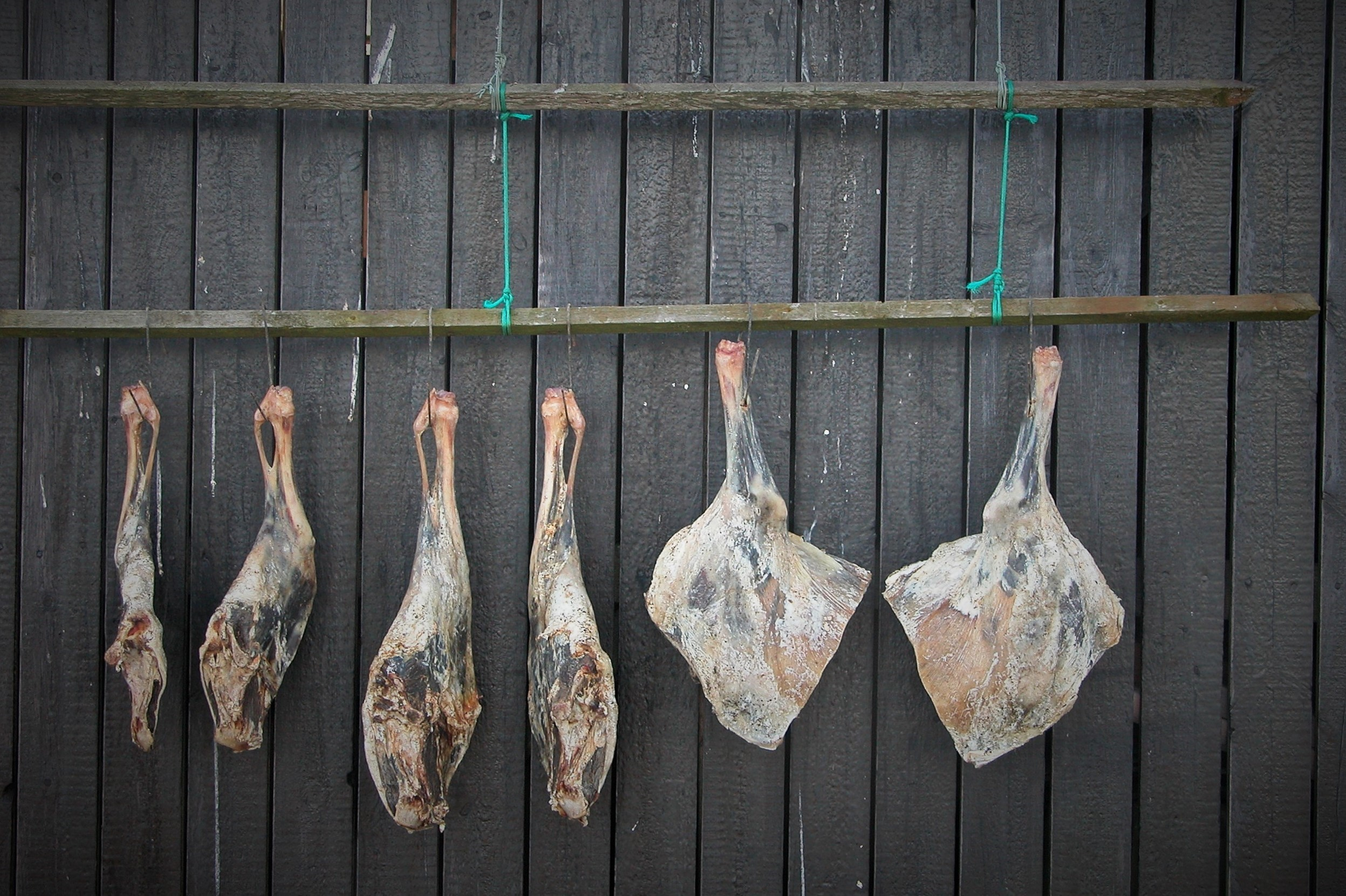
ريش لحوم معلقة خارج حظيرة التجفيف

شكلت الأغنام المنزلية، بشكل تقليدي، المصدر الرئيسي للحوم في البلاد، والأغنام هي الحيوان الأكثر شيوعا في جزر فارو. كما تم استخدام الأغنام أيضًا للحصول على صوفها. أكثر الأطعمة شعبية هي "سكيربيكوتskerpikjøt"، وهو لحم ضأن ناضج، ومجفف بالرياح ويتميز بقوامه المطاطي. وتعد سقيفة التجفيف، المعروفة باسم hjallur، علامة مميزة في العديد من منازل جزر فارو، وخاصة في المدن والقرى الصغيرة. الأطعمة التقليدية الأخرى هي ræst kjøt (لحم ضأن شبه مجفف) و ræstur fiskur ، السمك الناضج.

### الطرائد
تتكون الطرائد الصغيرة في جزر فارو، في الغالب، من الطيور البحرية.

### لحم الحوت ودهنه

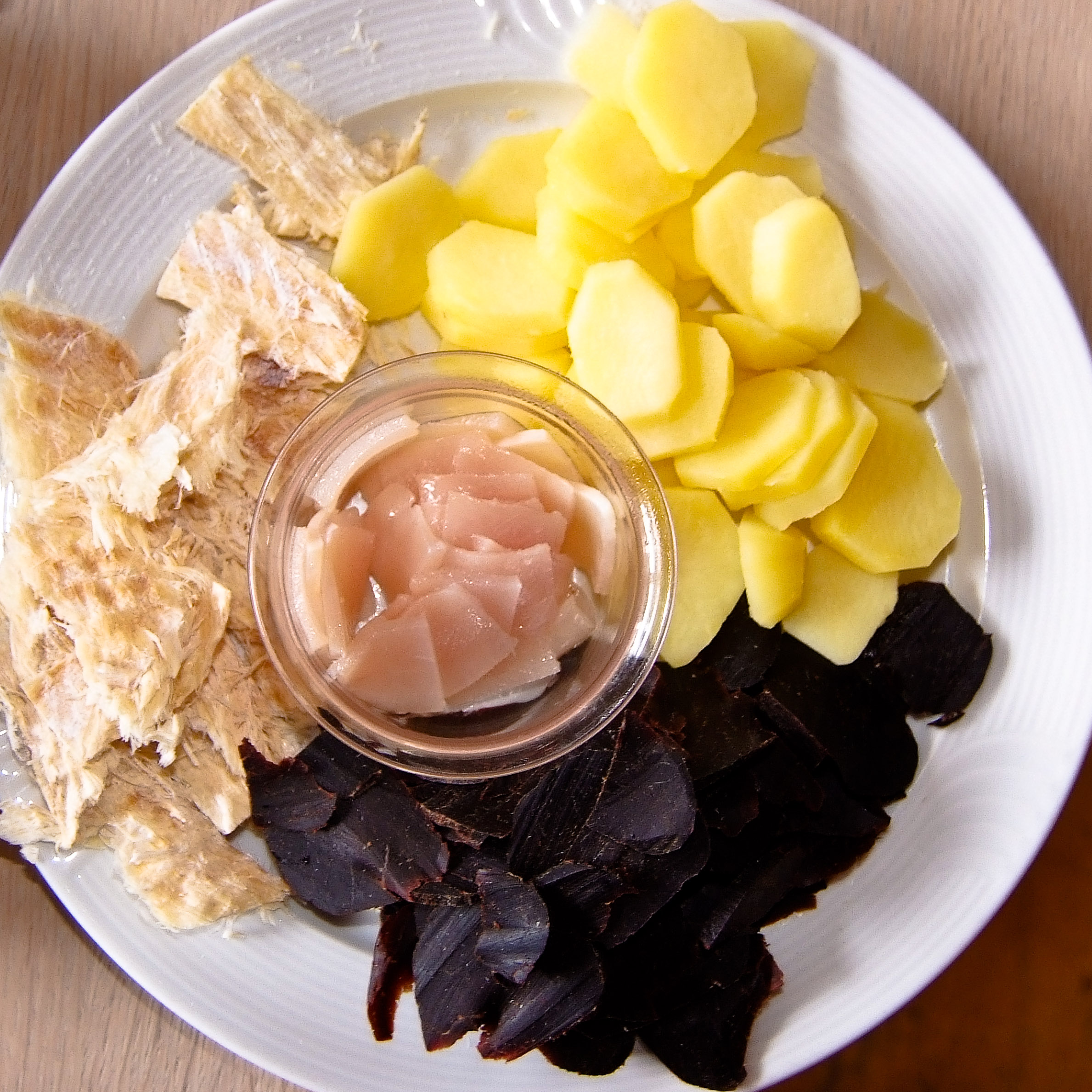
طبق تقليدي يتكون من لحم الحوت الطيار المجفف (اللحم الأسود)، ودهن الحوت (في الوسط) المملح ، والبطاطس المطبوخة الباردة، والأسماك المجففة

من عناصر التفرد أو التميز الأخرى في مطبخ جزر فارو، لحم الحوت الطيار ودهنه. حيث يمكن حفظ اللحوم والشحم، وإعدادهما بطرق مختلفة. غالبًا ما يتم تقطيع الحوت إلى شرائح رفيعة طويلة، والتي تسمى likkja ( جرينداليكجا ) في صيغة المفرد، و likkjur ( جرينداليكجور ) في صيغة الجمع، وسواء أكانت شريحة أم شرائح، فهي تعلق حتى تجف. ويتم تقديمها عادة بوصفها جزء مما يسمى kalt borð (المائدة الباردة)، وهو طبق (يشبه المقبلات اليونانية، أو المقبلات في إيطاليا) يقدم مع مجموعة متنوعة من الأطعمة الفاروية الباردة، والأطعمة الأجنبية المتنوعة. يمكن أن تتكون الأطباق الفاروية من لحم الحوت الطيار ودهنه، والأسماك المجففة، ولحم الضأن المجفف ( سكيربيكوتskerpikjøt ). يتم استخدام الكالدا بورديت (مصطلح آخر لـ "الطاولة الباردة") في المناسبات الاحتفالية. يمكن أيضًا غلي لحم الحوت الطيار( طريقة أقل انتشارًا)، أو قليه، أو تقديمه بوصفه شرائح لحم. هناك أيضًا طريقتان لتمليح لحم الحوت، إما بالملح الجاف، أو في الماء المالح ( طحن الملح ). وتؤكل البطاطس المسلوقة عادة مع لحم الحوت ودهنه، ولكن هذا التقليد حديث إلى حد ما، حيث لم تكن البطاطس شائعة في جزر فارو قبل وقت ما من أوائل، إلى منتصف القرن التاسع عشر.
على مدى عدة عقود من الزمن، تراكمت السموم في أنسجة حيتان الطيار في شمال المحيط الأطلسي (مع تزايد تلوث المحيطات بالملوثات)، حيث يقوم العلماء من جزر فارو، والأجانب بالبحث في مستويات المعادن الثقيلة، من بين عناصر أخرى، في الحيتان، وتأثيرها المحتمل على صحة الإنسان. أجرى قسم الطب المهني والصحة العامة، مع الدكتور بال ويهي، وعلماء دوليين مثل (ب. جراندجين)، أبحاثًا لعدة سنوات حول تأثير تلوث الزئبق، وثنائي الفينيل متعدد الكلور على الحيتان الطيارة. أدت الأبحاث التي أجريت منذ عام 1977م في جزر فارو إلى توصيات بالامتناع عن استهلاك الحيتان الطيارة ودهنها.  وقبل بضع سنوات كانت توصية بال ويهي هي، أن شعب جزر فارو لا ينبغي له أن يأكل لحوم الحيتان أكثر من مرة واحدة في الشهر على الأكثر. إلا أنه غير من توصياته في وقت لاحق، وقال (مع هوجني ديبس جونسن، كبير المسؤولين الطبيين في جزر فارو) إنه لن يوصي على الإطلاق بتناول لحوم الحيتان أو دهنها للاستهلاك البشري. وعلى الرغم من ذلك، فإن حكومة جزر فارو لم تحظر رحلات صيد الحيتان. وقد استشارت وكالة الأغذية والطب البيطري الفاروية، علماء أجانب وأصدرت توصية جديدة في عام 2011م. يقولون فيها: أنه يمكن للناس تناول لحم الحوت ودهنه مرة واحدة في الشهر على الأكثر. وفي الوقت نفسه، أفادوا بأن كبد وكلى الحوت الطيار ملوثة بالزئبق، وثنائي الفينيل متعدد الكلور، والديوكسين، بدرجة لا يسمح من خلالها باستهلاكها من قبل البشر على الإطلاق. كما يوصون النساء اللواتي يرغبن في الحمل، بالامتناع تماماً عن تناول شحم الحوت، كما يوصون النساء الحوامل، أو اللاتي على وشك الحمل أيضًا بالامتناع عن تناول مثل هذه اللحوم. 

### جعة

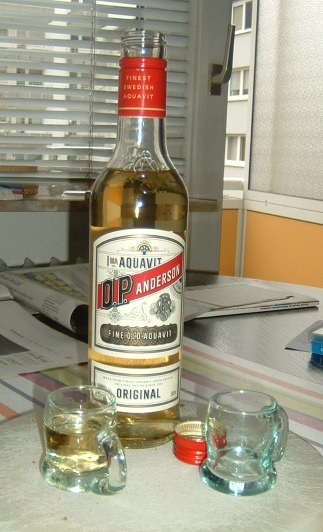
مشروب أكفافيت الكحولي

أقدم مصنع للجعة في جزر فارو، هو Föroya Bjór. حيث تنتج الشركة البيرة منذ عام 1888م، وتصدرها بشكل رئيسي إلى أيسلندا، والدنمارك. قديمًا كان المصنع يقع في كلاكسفيك، ولا يزال كذلك.
تم إنشاء مصنع البيرة "أوكاراOkkara" في عام 2010م، وهو يقع في Velbastaður.
لم يُسمح في جزر فارو، بإنتاج المشروبات الكحولية القوية، مثل "سنابشات" حتى عام 2011م، وعليه فقد تم إنتاج مشروبات أكفافيت، وأكوا فيتا الفاروية، وأنواع أخرى من المشروبات الكحولية مثل: إلدفاتن، وهافيد، التي تصنعها شركة DISM الفاروية، في الخارج. لكن في مايو 2011م، أصدرت حكومة جزر فارو قانونًا جديدًا يسمح لمصانع الجعة، ومصانع التقطير الفاروية بتخمير البيرة القوية وصنع المشروبات الروحية.  
تأسست شركة "DISM" في عام 2008م؛ وتشتهر الشركة باسم منتجها الأول، "Lívsins Vatn". 

### الأغذية المستوردة
منذ الاحتلال البريطاني، أصبح سكان جزر فارو مغرمين بالطعام البريطاني، وخاصة الشوكولاتة على الطريقة البريطانية مثل: شوكولاته كادبوري بالحليب، والتي يمكن العثور عليها في العديد من متاجر في جزر فارو. 
وعلى الرغم من أن عدد الأغنام في جزر فارو، يمثل ضعف عدد السكان، إلا أن لحوم الضأن الطازجة المحلية لا تتوفر عادة في محلات السوبر ماركت. ولحم الضأن الوحيد الذي يمكن العثور عليه في محلات السوبر ماركت يأتي من أيسلندا أو نيوزيلندا. معظم الأغنام مملوكة للعائلات، وهي مخصصة عندهم للاستخدام الشخصي، وهم لا يبيعونها للآخرين. يمكن العثور على بعض المزارعين الذين لديهم مخزونات أكبر من الأغنام حول الجزر، وهم يبيعون اللحوم بشكل خاص لأشخاص في جزر فارو، وللمطاعم أو محلات السوبر ماركت، ولكن في الغالب تكون اللحوم الموردة لمحلات السوبر ماركت، عبارة عن لحوم ضأن مجففة، وليست لحوم طازجة.
لا توجد خنازير في جزر فارو، على الرغم من أن استعمال لحم الخنزير شائع جدًا، لذا يتم استيراده، في الغالب من الدنمارك. بعض المزارعين لديهم الماشية، ولكنها في الغالب ماشية حلوب. لحم العجول في جزر فارو مستورد. ويتم أيضًا استيراد الدجاج والديك الرومي. كما يتم استيراد معظم الأطعمة الموجودة في محلات السوبر ماركت من بلدان أخرى. ويتم إنتاج الحليب والزبادي في جزر فارو، ولكن يتم استيراد الجبن. كما يتم استيراد الفواكه والخضروات من بلدان مختلفة. في بعض الأحيان يمكنك شراء البطاطس واللفت السويدي المزروع في جزر فارو. ويتم أيضًا استيراد البيض من الدنمارك والسويد. وقد استوردت جزر فارو، أطعمة، ومشروبات، وتبغ بما يزيد عن نصف مليار (526,603,000) كرونة دنماركية في عام 2011م. 

## معرض الصور

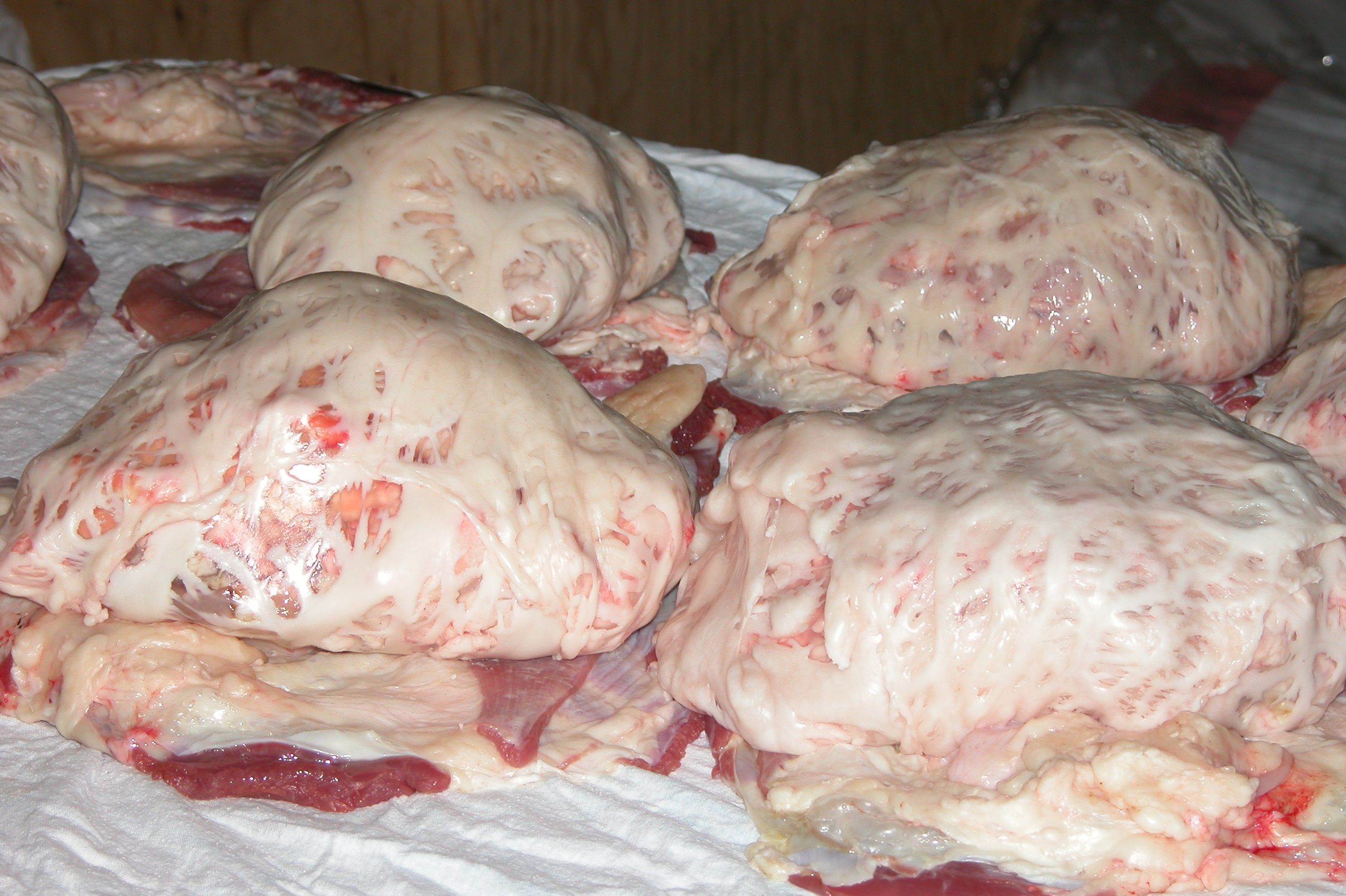
جارناتالج
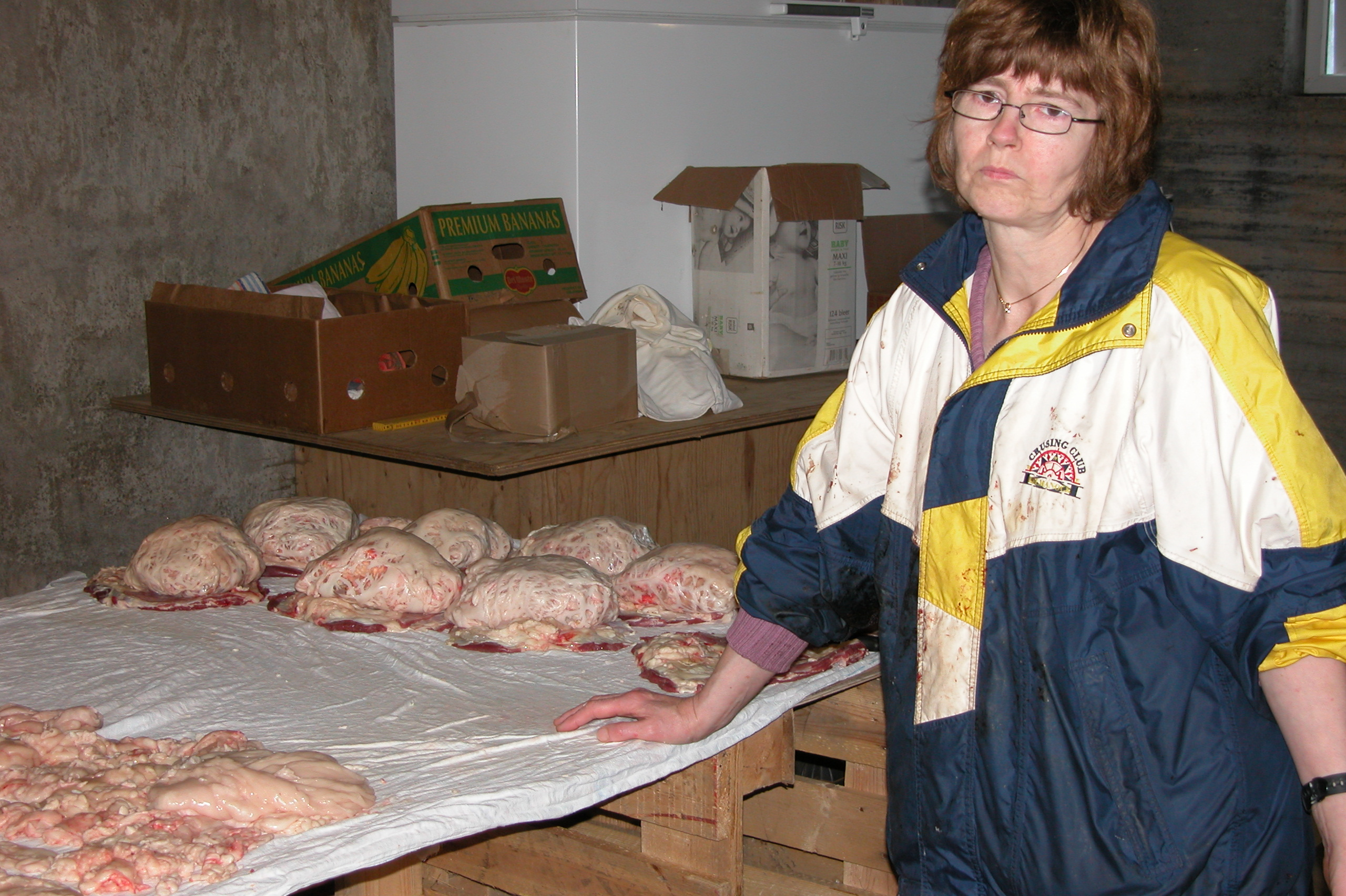
جارناتالج2
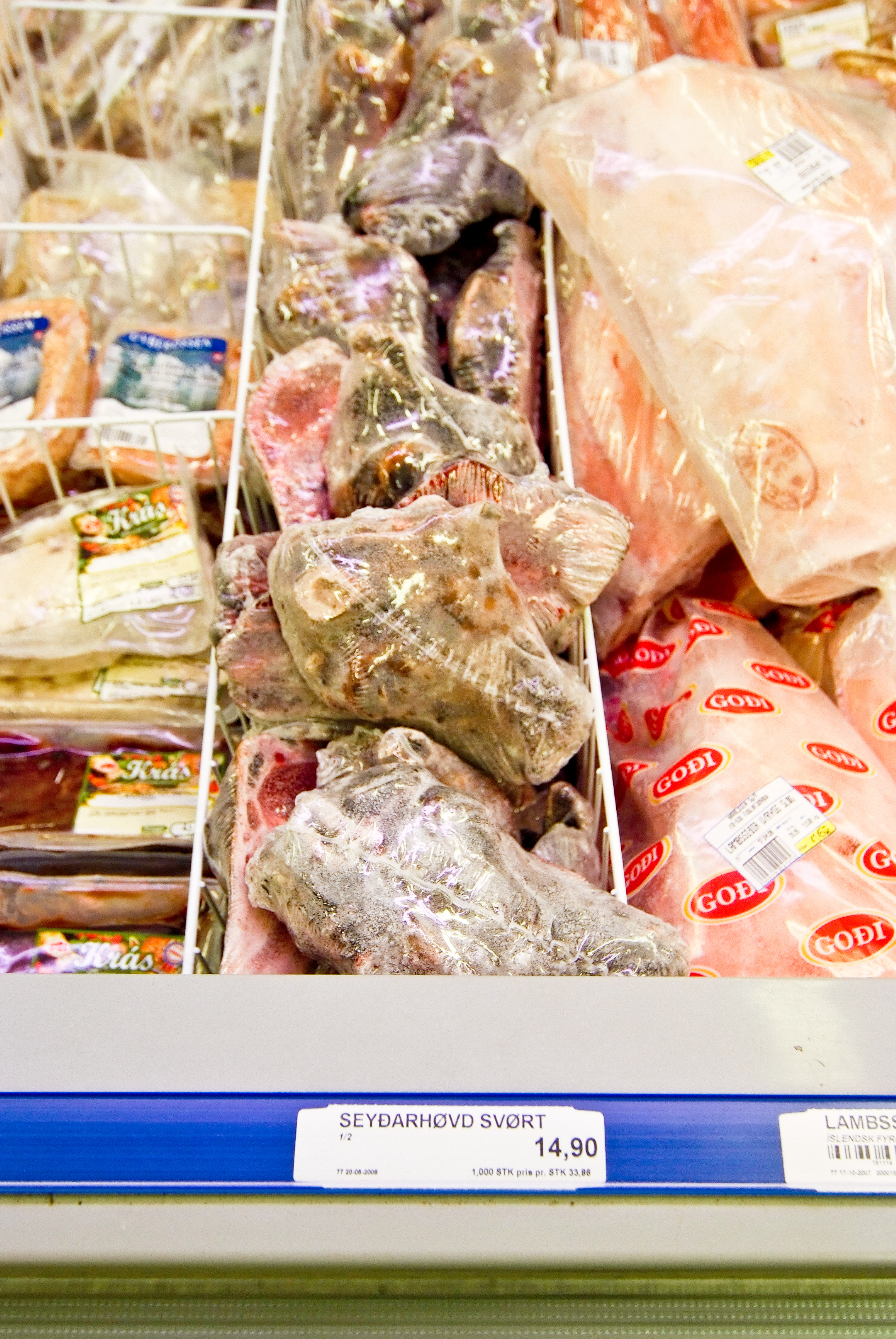
رؤوس الأغنام في السوبرماركت- جزر فارو
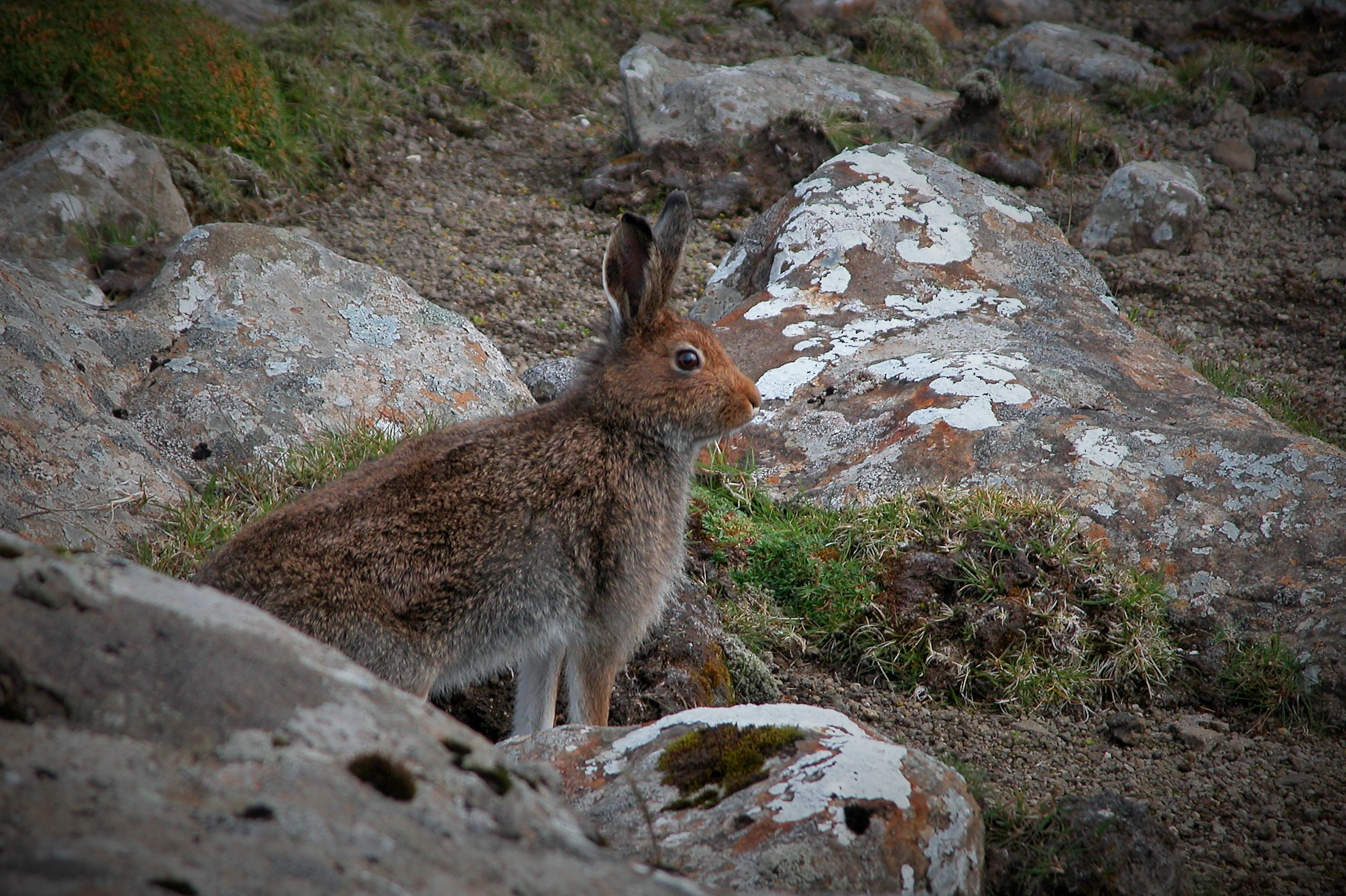
أرنب- جزر فارو
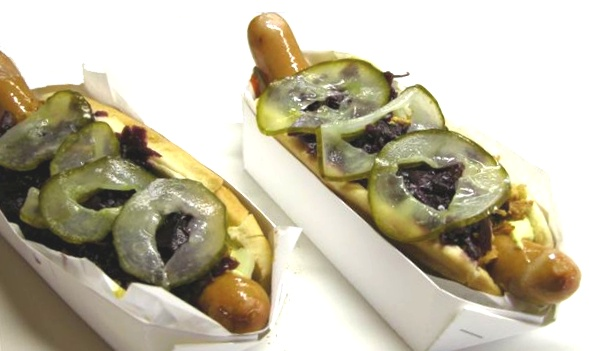
هوت دوق- جزر فارو
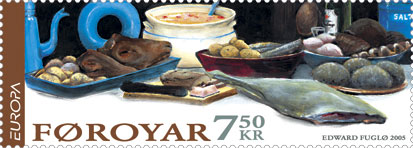
فن الطهو- جزر فارو
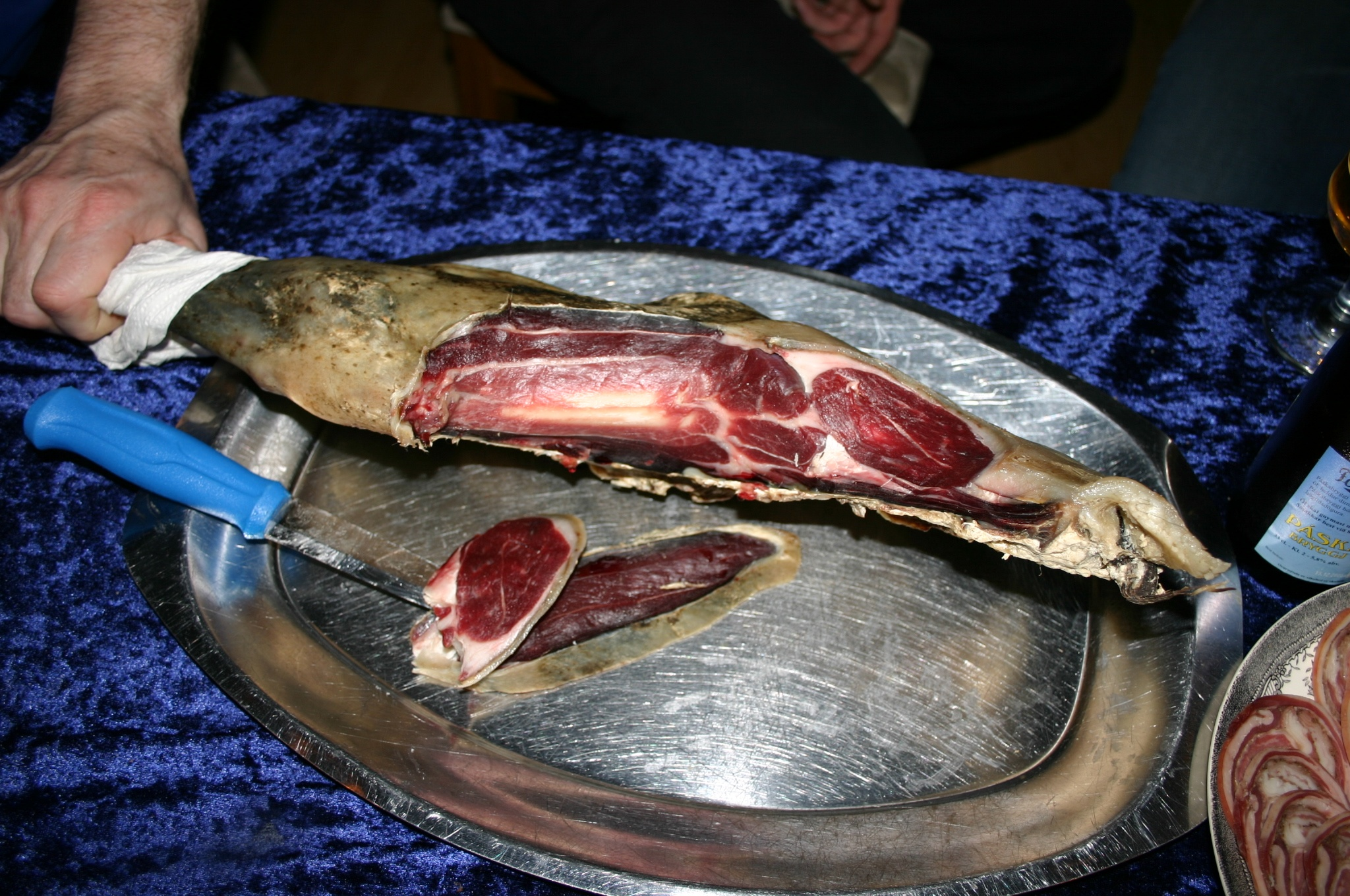
سكيربيكوت
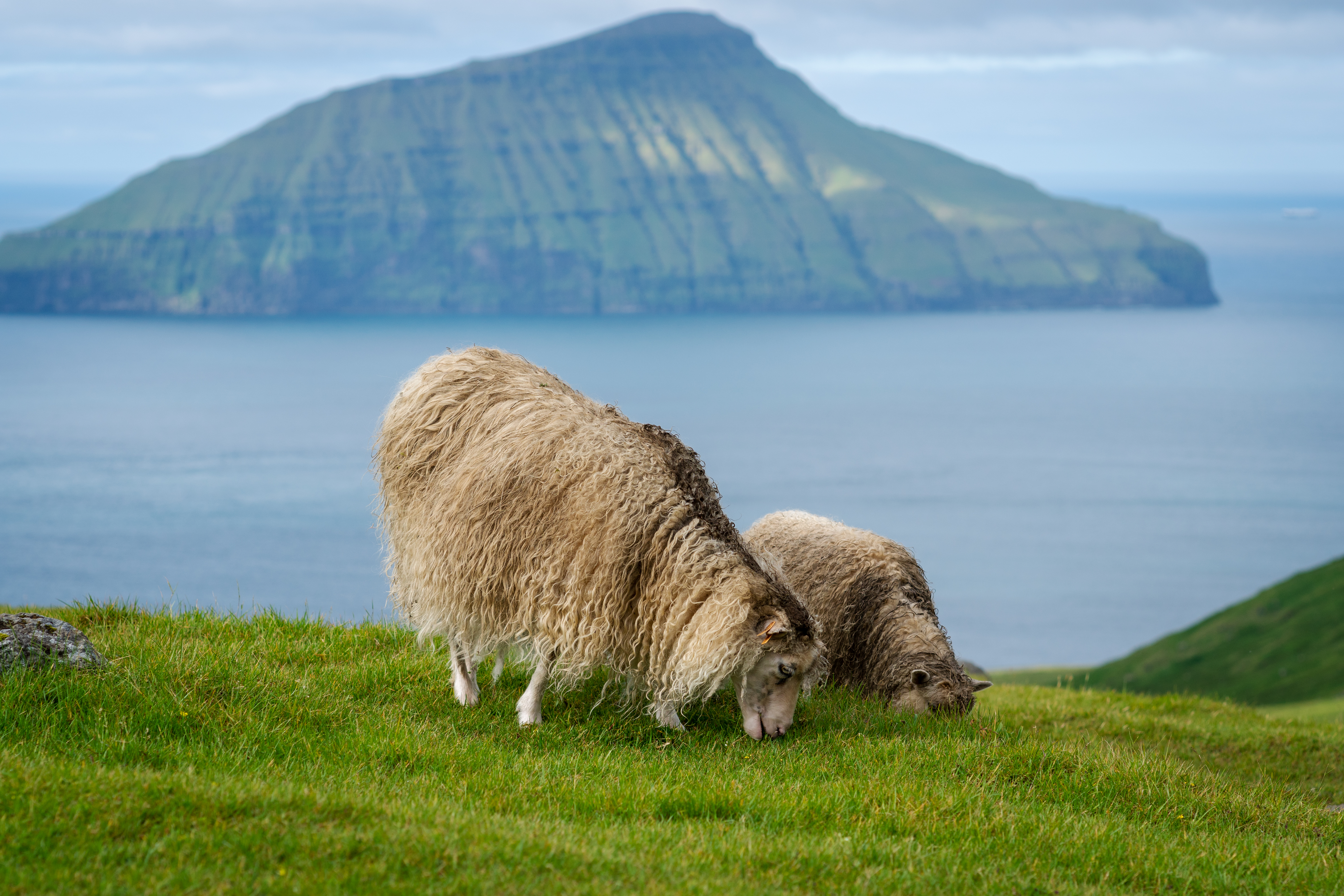
أغنام جزر فارو
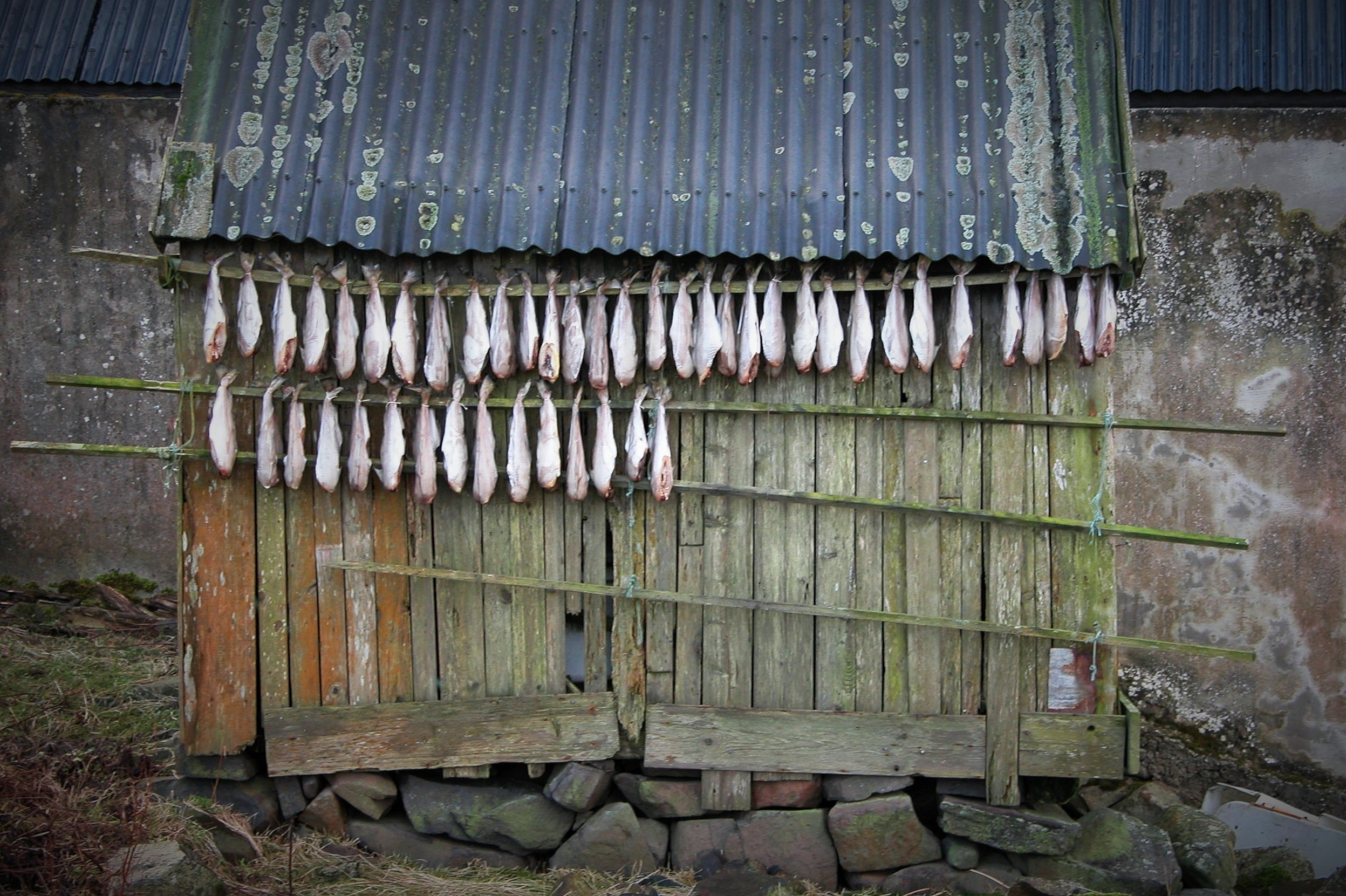
أسماك مجففة في جزر فارو
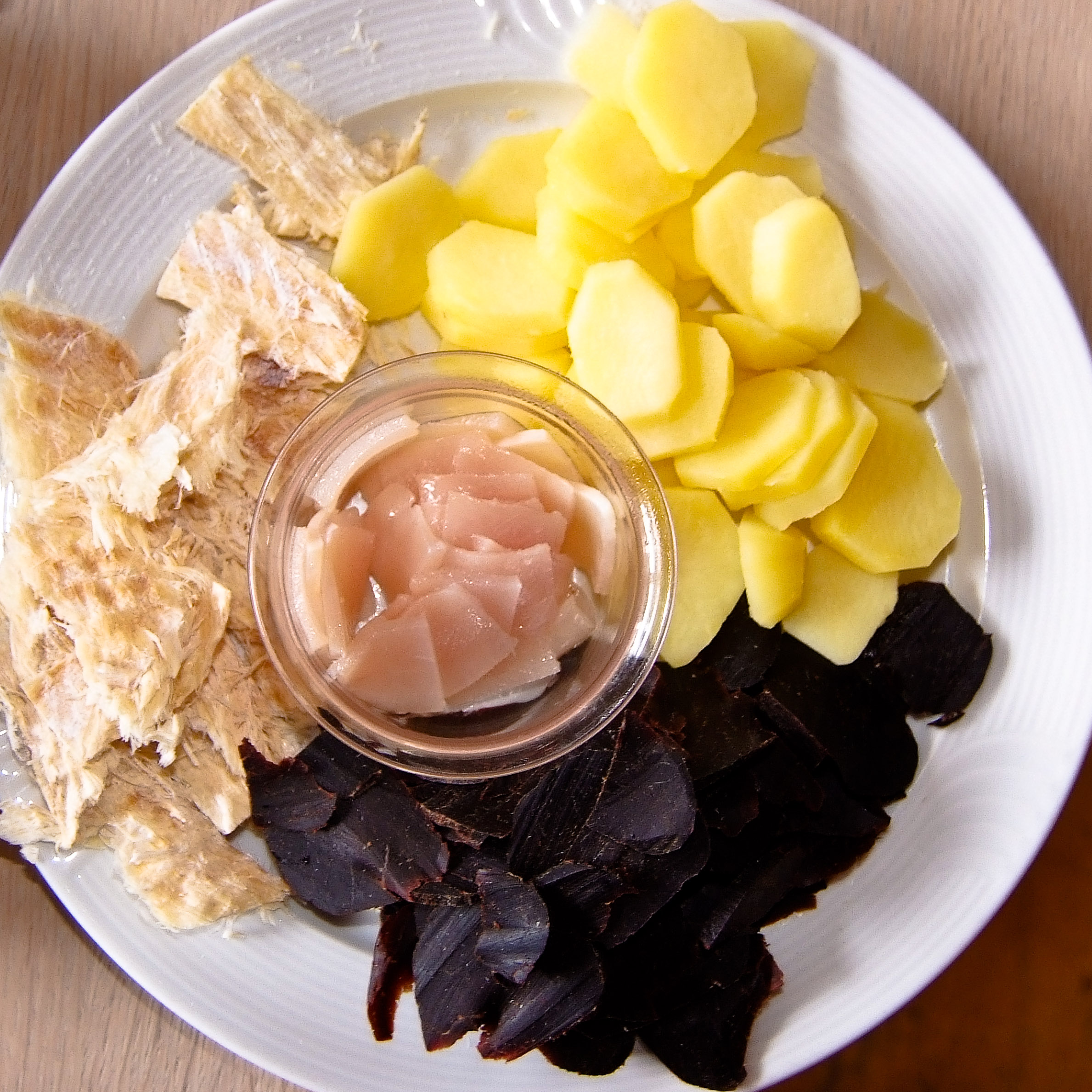
طبق لحم الحوت الطيار